# Operazione Erntefest
L'operazione Erntefest (Festa del raccolto) fu il nome in codice dato dalle SS al progetto di liquidazione del ghetto di Lublino e dei campi di concentramento di Majdanek, Poniatowa e Trawniki, con l'aiuto dei battaglioni della polizia e del Sonderdienst ucraino. L'operazione faceva parte del più grande progetto di sterminio degli ebrei del Governatorato Generale, denominata operazione Reinhard (Aktion Reinhardt).
Dopo una serie di rivolte degli ebrei nei ghetti e nei campi di sterminio, Heinrich Himmler ordinò l'assassinio degli ebrei restanti, lavoratori forzati, nel distretto di Lublino della Polonia occupata. Furono costretti a scavare trincee alla fine di ottobre del 1943. Migliaia di SS e di personale di polizia arrivarono a Lublino il successivo 2 novembre. Quel giorno Jakob Sporrenberg, responsabile SS- und Polizeiführer, tenne una conferenza per pianificare l'operazione.
Gli omicidi iniziarono la mattina del 3 novembre a Majdanek, dove i prigionieri ebrei furono separati dai non ebrei, e coinvolsero anche i campi dell'aeroporto di Lipowa 7 e di Lublino, dove erano detenuti gli ebrei della città. Prima della sera furono uccise 18.400 persone. Lo stesso giorno 6.000 persone furono uccise a Trawniki, incluse alcune provenienti da Dorohucza. Dopo aver terminato l'operazione a Majdanek, molte unità impiegate, perlopiù facenti parte del Battaglione di polizia 101, si recarono a Poniatowa, dove il 4 novembre uccisero i 14.500 prigionieri del campo. In tutti e tre i campi, gli ebrei furono costretti a spogliarsi nudi e ad entrare nelle trincee precedentemente scavate, dove furono fucilati, con la musica suonata ad alto volume per coprire il suono degli spari .
Si stima che dopo l'operazione solo circa 10.000 ebrei fossero ancora vivi nei vari campi di lavoro nel distretto di Lublino. I corpi delle vittime furono bruciati dagli altri ebrei risparmiati temporaneamente dalla morte. Con circa 43.000 vittime, l'operazione Erntefest fu il più grande massacro di ebrei da parte delle forze tedesche durante l'Olocausto.

## Il contesto storico

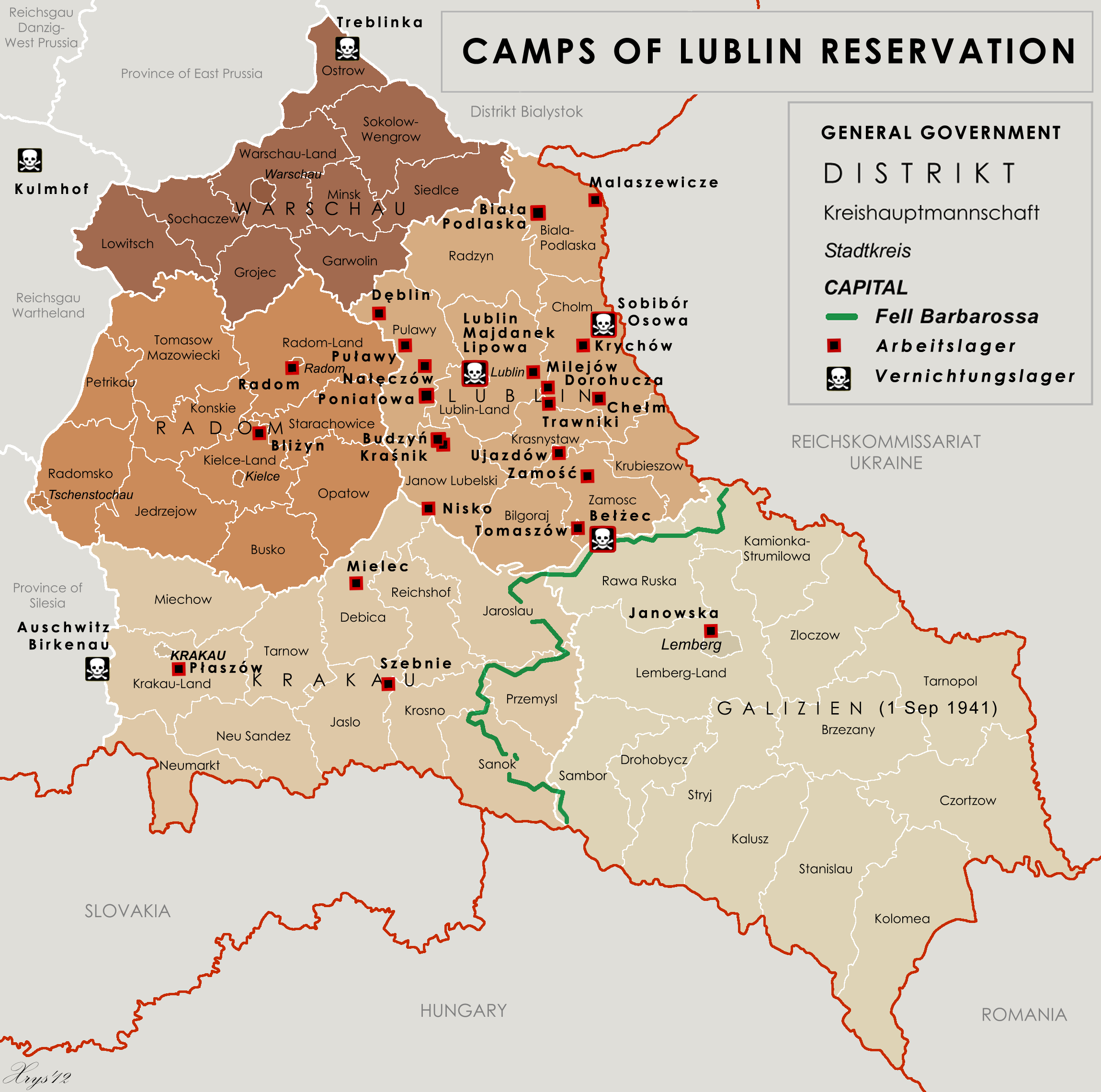
Mappa dei campi di lavoro forzato nel Governatorato Generale: quelli interessati dall'Operazione Erntefest sono in alto a destra.

Nel 1942 360.000 ebrei del distretto di Lublino furono assassinati durante l'Operazione Reinhard. Alla fine dell'anno solo 20.000 ebrei vivevano nei campi e nei ghetti tedeschi e non più di altri 20.000 si erano nascosti. A partire dal gennaio 1943, gli ebrei organizzarono una serie di rivolte nel Governatorato Generale, comprese quelle nel ghetto di Varsavia, nel ghetto di Białystok e nel campo di sterminio di Treblinka, mentre l'attività partigiana antinazista stava crescendo in tutta l'area. Sebbene la ragione di questa operazione sia sconosciuta, gli storici la considerano una risposta alla rivolta nel campo di sterminio di Sobibór del 14 ottobre 1943.
Migliaia di prigionieri ebrei nei campi del distretto di Lublino vi erano stati portati dal ghetto di Varsavia dopo il fallimento della rivolta. Per evitare l'ulteriore resistenza, Heinrich Himmler decise di sterminarli in un unico colpo decisivo, usando una forza militare schiacciante. Friedrich Krüger, SS- und Polizeiführer del Governatorato generale, incaricato da Himmler dell'esecuzione pratica, delegò il SS- und Polizeiführer Jakob Sporrenberg, subentrato di recente a Odilo Globočnik.
Ai detenuti ebrei fu ordinato di scavare trincee a zigzag lungo il perimetro dei campi di concentramento di Majdanek, Poniatowa e Trawniki. A Majdanek le trincee furono scavate da una squadra di 300 prigionieri che lavoravano in tre turni nel campo 5, a sud del crematorio. Misuravano circa 100 metri di lunghezza, con una larghezza tra 1,5 e 3 metri. Sebbene fosse dichiarato che servivano come difesa contro i raid aerei, e la loro forma a zigzag rendesse plausibile questa bugia, i prigionieri capirono subito il vero scopo.
Il 2 novembre, tra SS e personale di polizia, arrivarono a Lublino da 2.000 a 3.000 militari: le Waffen-SS, che venivano anche da lontano (ad esempio da Cracovia), il reggimento di polizia 22, il reggimento di polizia 25 (incluso il battaglione 101 ) e la polizia di Lublino. Quella sera Sporrenberg convocò il proprio staff, i comandanti di Majdanek, Trawniki e Poniatowa, il comandante della polizia locale Karl Pütz e i comandanti delle altre unità. L'azione, prevista per l'alba del giorno successivo, era pianificata come un'operazione militare, con il nome in codice Erntefest ("Festa del raccolto"). Due altoparlanti, installati sulle auto della polizia, furono posizionati a Majdanek, uno vicino alle trincee e l'altro all'ingresso del campo. La direzione del campo Lipowa 7 di Lublino, che ospitava i prigionieri di guerra ebrei, chiese a Himmler se era disposto a violare la Convenzione di Ginevra consentendo le esecuzioni dei prigionieri. L'aiutante di Himmler Werner Grothmann replicò: "Tutti gli ebrei senza eccezione sono soggetti a liquidazione".

## Le uccisioni

### Majdanek

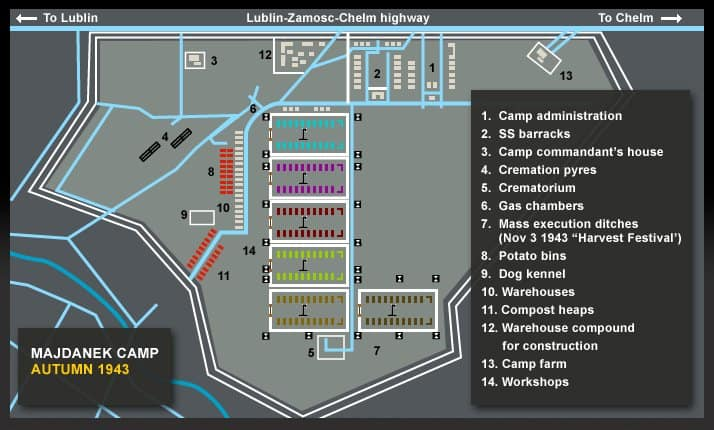
Il campo 5 è il rettangolo in basso a sinistra in questa mappa di Majdanek.

Alle 5:00 del 3 novembre 1943 i prigionieri di Majdanek furono svegliati; il campo era stato circondato da 500 soldati durante la notte. 3.500-4.000 prigionieri ebrei vivevano tra i prigionieri non ebrei. Dopo l'appello mattutino i gruppi furono separati e agli ebrei fu intimato di recarsi al campo 5; vi furono trasportati anche gli ebrei che si trovavano nell'infermeria, mentre i prigionieri non ebrei del campo 5 furono trasferiti al campo 4. La recinzione di filo spinato fu riposizionata per circosrivere l'area dell'esecuzione all'interno del cordone.
I prigionieri furono costretti a spogliarsi e condotti a gruppi di cento verso le tre trincee oltre il campo. All'inizio della rampa che portava alle trincee venivano divisi in gruppi di dieci e costretti a proseguire verso le trincee, dove li attendevano le squadre di esecuzione, composte da 10-12 uomini, appartenenti ai battaglioni di polizia e alla 5ª divisione SS Panzer Wiking. Le squadre venivano sostituite ogni poche ore. I prigionieri venivano costretti a sdraiarsi nelle trincee e uccisi con un colpo alla nuca.
Circa 600 prigionieri, metà uomini e metà donne, furono selezionati nel campo dell'aeroporto di Lublino per ripulire l'area dopo il massacro di Majdanek. Il resto, 5.000 - 6.000 persone, insieme a 2.500 prigionieri di guerra ebrei di Lipowa 7, furono fatti marciare verso Majdanek. Nonostante fossero sorvegliati a vista, i prigionieri di guerra si rivoltarono verso le guardie e cercarono di fuggire, secondo quanto riferito, gridando "Niech żyje wolność!" ("Lunga vita alla libertà!"). Quasi tutti furono fucilati prima che potessero scappare. I primi prigionieri degli altri campi arrivarono a Majdanek verso le 7:30 e continuarono ad arrivare per tutta la mattinata. Tra gli ebrei di Majdanek, alcuni cercarono di sfuggire al loro destino suicidandosi o nascondendosi nelle baracche. Il giorno successivo ventitré ebrei furono scoperti e giustiziati al crematorio di Majdanek.
Gli altoparlanti installati il giorno precedente furono accesi non appena iniziarono gli spari, ma non riuscivano a coprire completamente i rumori. I polacchi locali guardavano dai tetti degli edifici vicini fuori dal campo, mentre Sporrenberg osservava da un aereo Fieseler Storch. Non è chiaro chi abbia diretto l'operazione mentre era in corso; potrebbe essere stato Sporrenberg o Hermann Höfle. Le uccisioni continuarono ininterrottamente fino alle 17:00 circa; a quel punto furono assassinati tutti i 18.400 prigionieri.

### Trawniki
Prima dell'operazione i polacchi che abitavano nelle vicinanze del campo erano stati costretti a trasferirsi, mentre quelli più distanti a rimanere nelle case. I prigionieri ebrei che vivevano nell'insediamento fuori dal campo vero e proprio furono riportati al campo. Alle 5:00 del 3 novembre furono radunati per l'appello e messi in marcia verso il campo di addestramento Hiwi, dove gli altoparlanti stavano suonando musica accanto alle trincee.
Alle vittime fu ordinato di spogliarsi e mettere i loro vestiti in pile, quindi di sdraiarsi a faccia in giù sopra quelli già colpiti; a quel punto il carnefice li avrebbe eliminati con un colpo alla nuca. Gli uomini furono fucilati prima delle donne e dei bambini. Le esecuzioni erano già iniziate quando i prigionieri di Dorohucza arrivarono in treno alle 7:00. Dopo che le trincee furono riempite, alcuni furono giustiziati in una cava di sabbia dentro il campo di lavoro. L'esecuzione dei 6.000 ebrei continuò ininterrottamente fino alle 15:00 (o alle 17:00); solo pochi riuscirono a nascondersi e sopravvivere.

### Poniatowa
Molti soldati delle SS e della polizia, terminato il massacro a Majdanek, continuarono a Poniatowa, a circa 50 chilometri di distanza. Le unità che parteciparono al massacro di Poniatowa includevano il battaglione 101 di riservisti della polizia, il battaglione 1 della gendarmeria motorizzata, il battaglione di polizia 41 e il battaglione di polizia 67. Prima del massacro nel campo erano presenti 14.800 ebrei, per lo più provenienti dal ghetto di Varsavia. Il 3 novembre, dopo l'appello, gli ebrei furono rimandati nelle loro caserme. Il campo fu sigillato e le linee telefoniche tagliate, in modo che i prigionieri non potessero capire quale destino li aspettava. Alcuni pensavano che ci sarebbe stata una selezione e cercarono di sembrare più sani. La sera il campo fu circondato da 1.000-1.500 soldati tedeschi e ucraini, che al mattino formarono tre cordoni di sicurezza attorno al campo.
La mattina del 4 novembre, alle 4:30, i prigionieri furono svegliati per l'appello. La maggior parte si trovava nel padiglione 3, eccetto 200 che furono temporaneamente risparmiati su richiesta del comandante Gottlieb Hering, al fine di ripulire dopo il massacro; erano rinchiusi nella cucina del campo. I poliziotti perquisirono la caserma e la fabbrica alla ricerca di chiunque si nascondesse, quindi montarono la guardia su entrambi i lati del viale principale (la Lagerstrasse) del campo. Ai prigionieri fu ordinato di spogliarsi nudi, consegnare tutti gli oggetti di valore e camminare lungo la Lagerstrasse in gruppi di 50, iniziando dagli uomini. Mentre risuonava la musica ad alto volume, i prigionieri furono radunati nelle due trincee all'ingresso del campo, lunghe 95, larghe 2 e profonde 1,5 metri. Un soldato all'inizio della trincea con una frusta costringeva le persone a sdraiarsi immediatamente sui corpi di quelle già fucilate. Due tiratori, in piedi su ciascuno dei lati lunghi della trincea, sparavano alternativamente, ognuno dotato di una bottiglia di grappa e un assistente per ricaricare le armi. Secondo un testimone, molte vittime non morivano subito e rimanevano ferite nella trincea maledicendo le SS, mentre su di loro si accumulavano altri corpi.
Intorno alle 14 le esecuzioni sono state interrotte per la pausa pranzo e i carnefici ubriachi furono sostituiti. Le trincee si rivelarono troppo poco profonde e i cadaveri sanguinanti fuoriuscivano dai bordi.
Alcuni prigionieri di Poniatowa avevano formato un gruppo di resistenza ed erano riusciti a procurarsi delle armi. Alle 18:00 un gruppo di circa 100 ebrei diede fuoco ad alcune baracche piene di vestiti e si barricò in un'altra. I tedeschi vi appiccarono fuoco, uccidendo tutti i membri della resistenza. Furono chiamati i vigili del fuoco polacchi per spegnere gli incendi e videro i tedeschi gettare tra le fiamme gli ebrei feriti.
Le esecuzioni terminarono intorno alle 17:00. I soldati tedeschi controllarono le trincee, finendo i sopravvissuti; poi i cadaveri furono cosparsi di calce e ricoperti di rami di abete. Tre donne sopravvissero: quella notte uscirono dalla fossa comune e superarono la guerra con l'aiuto di Żegota. Complessivamente nell'arco di poche ore furono uccise 14.500 persone.

## L'occultamento dei fatti

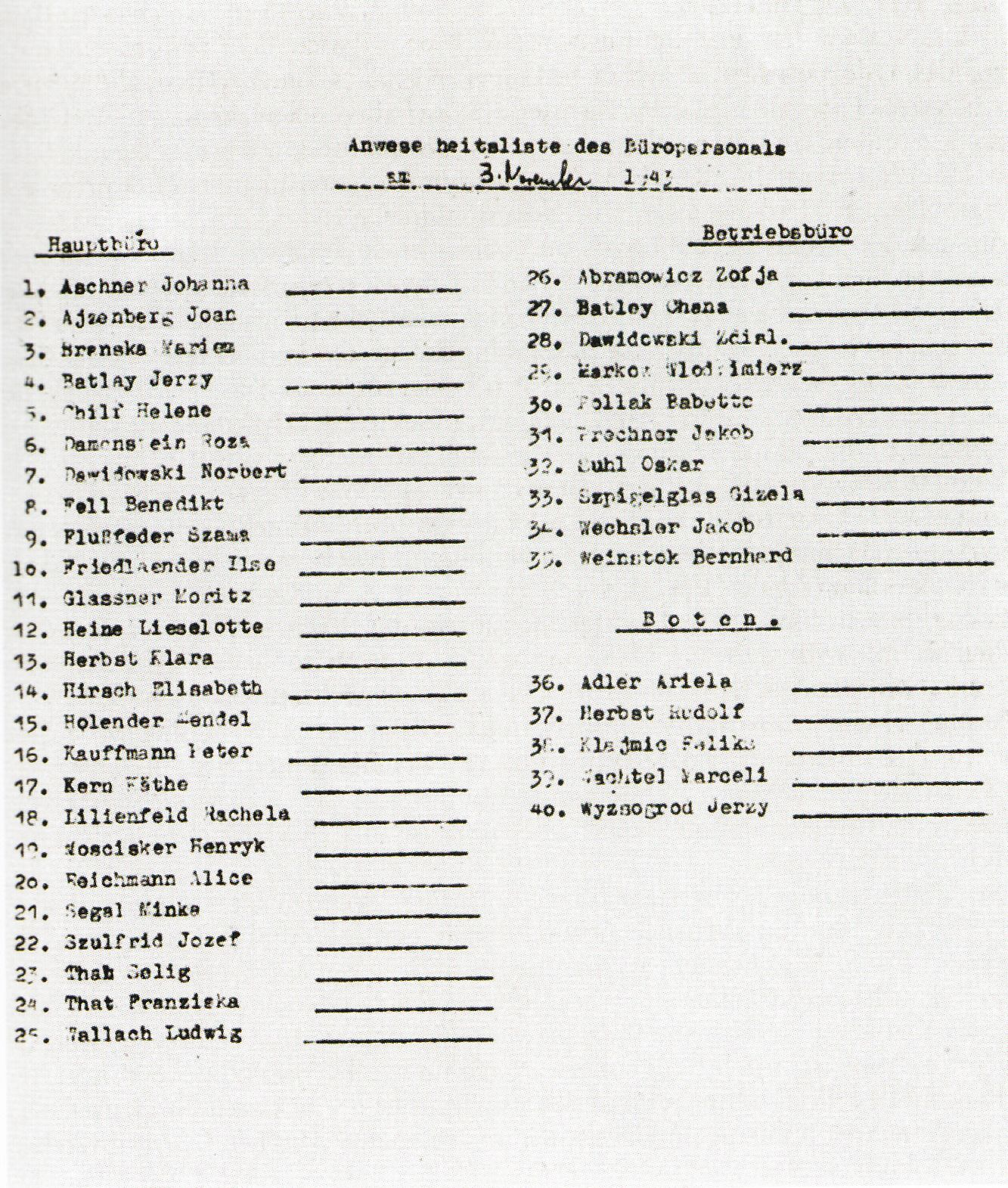
Elenco dei prigionieri ebrei che lavorano presso l'ufficio del campo di Trawniki. Furono tutti assassinati il 3 novembre.

Viste le vittorie militari sovietiche sul fronte orientale, alla dirigenza nazista premeva rimuovere ogni traccia dell'uccisione. Dopo la sconfitta dei tedeschi a Stalingrado, le forze sovietiche riconquistarono la maggior parte dell'Ucraina, della Russia e della Bielorussia orientale prima della fine del 1943. A Majdanek la pulizia richiese due mesi e fu eseguita sotto la supervisione di Erich Mußfeldt, in precedenza carnefice ad Auschwitz. I seicento uomini e donne del campo d'aviazione dovettero smistare i vestiti degli ebrei assassinati. Al termine dei lavori le donne furono deportate ad Auschwitz e uccise nelle camere a gas. Gli uomini dovevano cremare i corpi, dopo di che furono uccisi o reclutati nel Sonderkommando 1005. Alcuni testimoni ricordano che per mesi il fetore di carne bruciata aleggiava nelle vicinanze. I fossati furono riempiti di terra e livellati.
Gli ebrei del campo di concentramento di Milejowo furono inviati a Trawniki il 5 novembre per rimuovere le tracce del massacro. Sei donne lavoravano in cucina, mentre agli uomini fu ordinato di estrarre dai cadaveri i denti d'oro e gli altri oggetti di valore. Qualche giorno dopo gli uomini furono giustiziati, ad eccezione di Yehezkel Hering, che si travestì e si nascose tra le donne. Le donne rimasero al campo a smistare gli oggetti fino al maggio 1944; a quel punto furono deportate ad Auschwitz e in altri campi di concentramento.
Circa 50 ebrei riuscirono a sfuggire alle fucilazioni di Poniatowa nascondendosi, altri 150 furono lasciati vivi dopo la fucilazione per ripulire e cremare i cadaveri. Dopo essersi rifiutati di farlo, furono fucilati il 6 novembre. Il compito fu assegnato agli ucraini, ma erano molto riluttanti. Molti disertarono, e dopo una settimana quelli rimasti si rifiutarono di continuare. Secondo lo storico israeliano David Silberklang, a questo scopo furono portati da Majdanek 120 ebrei. Altri rapporti riportano da 60 a 80 prigionieri del Sonderkommando 1005, che impiegarono sei settimane per svolgere il compito sotto la guardia del battaglione di polizia 316 di Kraśnik. I corpi furono trascinati fuori dalle trincee da squadre di cavalli e inceneriti sulle grate con legna e benzina. Sei o otto ebrei fuggirono di notte, ma molti furono catturati e giustiziati. In questa fase i cadaveri in decomposizione emanavano un cattivo odore e, secondo quanto riferito, facevano vomitare anche gli uomini delle SS più duri. In seguito i prigionieri ebrei furono giustiziati dagli uomini del battaglione di polizia 101 a Puławy.

## Conseguenze e significato

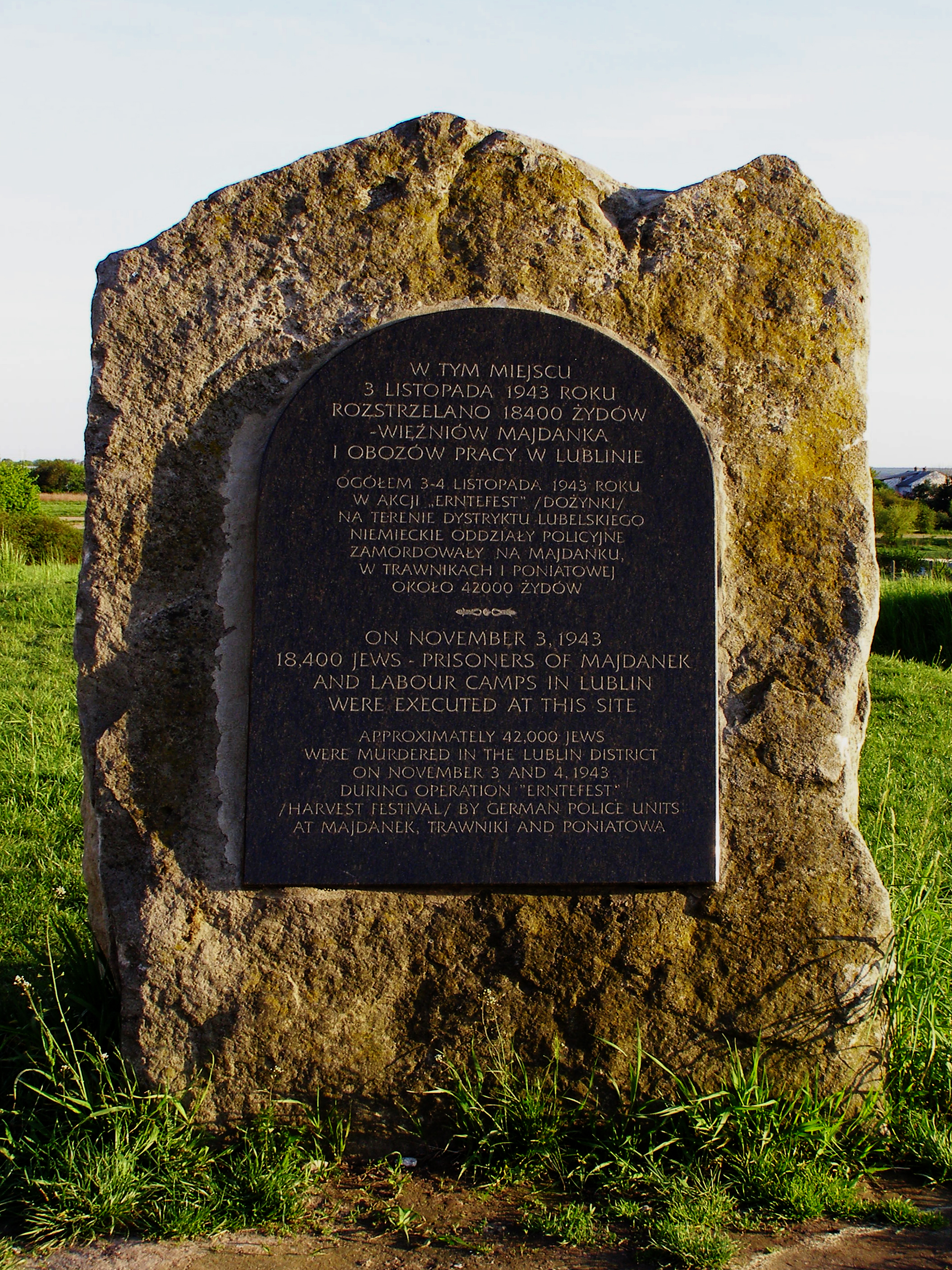
Targa commemorativa a Majdanek

Il 3 novembre è stato soprannominato "Mercoledì di sangue" dai prigionieri di Majdanek. Dopo l'operazione nel distretto di Lublino rimanevano dieci campi di lavoro (compresi Dęblin-Irena e Budzyń) con circa 10.000 ebrei ancora vivi. Gli ebrei di Budzyń non furono giustiziati, nonostante lo status di sottocampo di Majdanek. Secondo i sopravvissuti, una manciata di ebrei fu portata da Budzyń a Majdanek e tornò con gli abiti insanguinati e racconti del massacro. Lo storico israeliano David Silberklang attribuisce la sopravvivenza del campo al desiderio dei funzionari tedeschi locali di continuare a beneficiare del lavoro degli schiavi ed evitare il trasferimento al fronte, ma afferma che non è chiaro perché il campo sia sfuggito all'attenzione di Himmler.
L'Operazione Erntefest coincise con altri massacri di ebrei sopravvissuti nel distretto di Cracovia e nel distretto della Galizia, compresi i campi della Wehrmacht in Galizia. Furono risparmiati i campi di lavoro nel distretto di Radom che non erano stati posti sotto il comando delle SS. Nel distretto di Lublino gli ebrei furono uccisi separatamente ad Annopol-Rachów, Puławy ed in altri siti minori. L'impresa delle SS-Ostindustrie, che impiegava molti dei prigionieri assassinati, non fu informata in anticipo; la società fu liquidata lo stesso mese. L'operazione segnò la fine dell'Operazione Reinhard.
Secondo Christopher Browning, la stima minima del bilancio delle vittime era di 30.500 persone a Majdanek e Poniatowa, mentre le stime di quelli uccisi a Trawniki partono da 6.000, ma potrebbero essere morte fino a otto o diecimila persone. Nel complesso, si stima che l'operazione abbia ucciso da 39.000 a 43.000 persone, o almeno 40.000, o 42.000, o da 42.000 a 43.000 vittime. Per il numero dei morti questo è il più grande singolo massacro degli ebrei perpetrato dalle forze tedesche durante l'Olocausto. Supera l'uccisione di oltre 33.000 ebrei a Babi Yar nei pressi di Kiev ed è inferiore solo al massacro di Odessa commesso dalle truppe rumene nell'ottobre 1941: oltre 50.000 ebrei.
Dopo la guerra Sporrenberg fu processato, condannato e giustiziato da un tribunale polacco per il suo ruolo nell'organizzazione dell'operazione, mentre Pütz si suicidò. Nel 1999 Alfons Gotzfrid fu condannato alla pena detentiva per la sua partecipazione agli omicidi di Majdanek. Il Museo statale di Majdanek ha ospitato diverse cerimonie per commemorare le vittime.

### Approfondimenti
- (DE) Klemp Stefan, "Aktion Erntefest": Mit Musik in den Tod: Rekonstruktion eines Massenmords, Münster, Geschichtsort Villa ten Hompel, 2013, OCLC 867179769.
- (EN) Lederman Noah, How Does It Feel To Live Next to a Concentration Camp?, Tablet Magazine, 27 gennaio 2017. URL consultato il 13 febbraio 2020.
- (PL) Lenarczyk Wojciech e Libionka Dariusz, Erntefest, 3–4 listopada 1943: zapomniany epizod Zagłady, Lublino, Państwowe Muzeum na Majdanku, 2009, ISBN 978-83-925187-5-4.
- (EN) Żbikowski Andrzej, Texts Buried in Oblivion. Testimonies of Two Refugees from the Mass Grave at Poniatowa, in Zagłada Żydów. Studia i Materiały, 2008,  pp. 76-102, DOI:10.32927/ZZSiM.76, ISSN 2657-3571 (WC · ACNP).